# Étienne Sauret (homme politique)
Pour les articles homonymes, voir Étienne Sauret et Sauret.
Étienne Sauret (23 août 1758, Vichy - 28 février 1804, Paris), est un magistrat et homme politique français, député de l'Allier sous le Consulat et le Premier Empire.

## Biographie
Étienne Sauret était le fils de Jacques Sauret (1713-1789), procureur du roi en la châtellenie de Vichy et de Madeleine Mandon. Sa famille paternelle était d'Escurolles, où son arrière-grand-père et son grand-père étaient procureurs fiscaux ; son grand-père maternel, Jean Mandon, était receveur du marquisat d'Effiat. Son frère Louis François Antoine (1760-1802) est maire de Vichy de 1795 à 1802. Sa sœur Marie Génèse Nicole Madeleine, épouse de Gilbert Maignol, bailli d'Artonne, est la mère du député du Puy-de-Dôme Jacques Maignol.
Avocat en parlement, procureur du roi en la châtellenie de Vichy, puis président du tribunal de district de Gannat, et l'un des jurés de la haute cour de Vendôme, il est élu, le 23 germinal an VII, député de l'Allier au Conseil des Cinq-Cents. 
Il se rallie au 18 brumaire et est réélu, le 4 nivôse an VIII, par le Sénat conservateur, député de l'Allier au Corps législatif.
Gendre de Félix Julien Jean Bigot de Préameneu, il est le beau-père d'Alphonse de Grouchy. Veuve, son épouse se remarie en 1808 à André Jean Simon Nougarède de Fayet.

## Sources
- « Étienne Sauret (homme politique) », dans Adolphe Robert et Gaston Cougny, Dictionnaire des parlementaires français, Edgar Bourloton, 1889-1891 [détail de l’édition]
- Georges Rougeron, Les administrations provinciales en Bourbonnais : 1780-1790, Moulins, 1985, p. 109.